# Паствиська (Вармінсько-Мазурське воєводство)
Паствиська (пол. Pastwiska, нім. Milchbude) — село в Польщі, у гміні Барцяни Кентшинського повіту Вармінсько-Мазурського воєводства.
У 1975-1998 роках село належало до Ольштинського воєводства.